# Gbapleu
Gbapleu  è una città e sottoprefettura della Costa d'Avorio appartenente al dipartimento di Duékoué. Conta una popolazione di 66 549 abitanti (censimento 2014).